# Loučná nad Desnou
Loučná nad Desnou (do 1948 Vízmberk, niem. Wiesenberg) – gmina w Czechach, w powiecie Šumperk, w kraju ołomunieckim. Według danych z dnia 1 stycznia 2017 liczyła 1650 mieszkańców.
Leży w dolinie rzeki Desná, pod przełęczą Červenohorské sedlo. W miejscowości tej urodził się m.in. pianista Alfred Brendel.
W miejscowości jest przystanek kolejowy Loučná nad Desnou.

## Części miejscowości
Miejscowość Loučná nad Desnou dzieli się na sześć części:
- Filipová;
- Kociánov;
- Kouty nad Desnou;
- Loučná nad Desnou (centrum);
- Přemyslov;
- Rejhotice.

## Turystyka
W miejscowości Loučná nad Desnou są hotele: „Dlouhé Stráně”, „Pod Jedlovým vrchem” i „Pod Sedlem” oraz pensjonaty: „Agatha”, „Andrea”, „Biograf”, „Chalupa Loučná”, „Chata Mája”, „Gól”, „Kareš”, „Oaza”, „Vojtěška” i „Zálesí”.
Z miejscowości prowadzą cztery szlaki turystyczne na trasach:
  Loučná nad Desnou – Filipová – góra Lužný – Maršíkov – góra Čapí vrch – góra Smrčina – Pomnik przyrody PP Smrčina – góra Havraní vrch – góra Závada – góra Závora – Skřítek – góra Ostrý – góra Vidlák – U Škaredé jedle;
  Loučná nad Desnou – góra Loveč – góra Ucháč – góra Pekařovský vrch – góra Žárovec – góra Pršná – Hynčice nad Moravou – Hanušovice;
  Loučná nad Desnou – Kouty nad Desnou – dolina rzeki Divoká Desná – U Kamenné chaty – dolina potoku Divoký p. – Divoký kámen – Velký Děd – szczyt Pradziad;
  Loučná nad Desnou – Přemyslov – góra Jelení skok – góra Jelení skalka – szczyt Tři kameny – Nove Losiny – Branná.
Przez Loučną nad Desnou prowadzą również dwa szlaki rowerowe na trasach:
 Loučna nad Desnou – góra Lískovec – góra Loveč – góra Jelení skok – góra Ucháč – góra Tři kameny – przełęcz Přemyslovské sedlo – góra Černá stráň – Kouty nad Desnou – dolina rzeki Divoká Desná – góra Velká Jezerná – góra Dlouhé stráně – Kamenec (1) – Medvědí hora – góra Mravenečník – góra Čepel – góra Seč – Loučná nad Desnou;
 Pod Přemyslovským sedlem – Přemyslov – Loučná nad Desnou – góra Seč – góra Skály (2) – przełęcz Obrázek – Kouty nad Desnou.
Na zboczach pobliskich gór znajdują się następujące trasy narciarstwa zjazdowego:
- na zboczach góry Skály (tzw. Kareš) - trzy trasy o długościach około: 400 m, 300 m (średnie – kolor czerwony) i 290 m (łatwa – kolor niebieski), z czterema wyciągami narciarskimi[6];
- na zboczach góry Loveč (tzw. Oaza) - cztery trasy o długościach około: 500 m (łatwa), 320 m (średnia), 250 m i 50 m z czterema wyciągami[7];
- na zboczach góry Kocián - trzy trasy o długościach około: 420 m, 320 m i 220 m (łatwe), z dwoma wyciągami[8].